# Luchtmacht van het Volksbevrijdingsleger
De Luchtmacht van het Volksbevrijdingsleger (PLAAF, Chinees: 中国人民解放军空军, Pinyin: Zhōngguó Rénmín Jiěfàngjūn Kōngjūn) is de luchtvaarttak van het Volksbevrijdingsleger. De luchtvaarttak is officieel op 11 November 1949 opgericht en bevat verschillende takken, waaronder het vliegend materieel en luchtverdediging.
De PLAAF werd voor het eerst ingezet tijdens de Koreaanse oorlog. De vloot bestond voornamelijk uit de Mikojan-Goerevitsj MiG-15, de Shengyang J-5 en Shengyang J-6. Deze toestellen waren afkomstig uit de Sovjet-Unie of werden met hulp van de Sovjet-Unie gebouwd.

## Geschiedenis

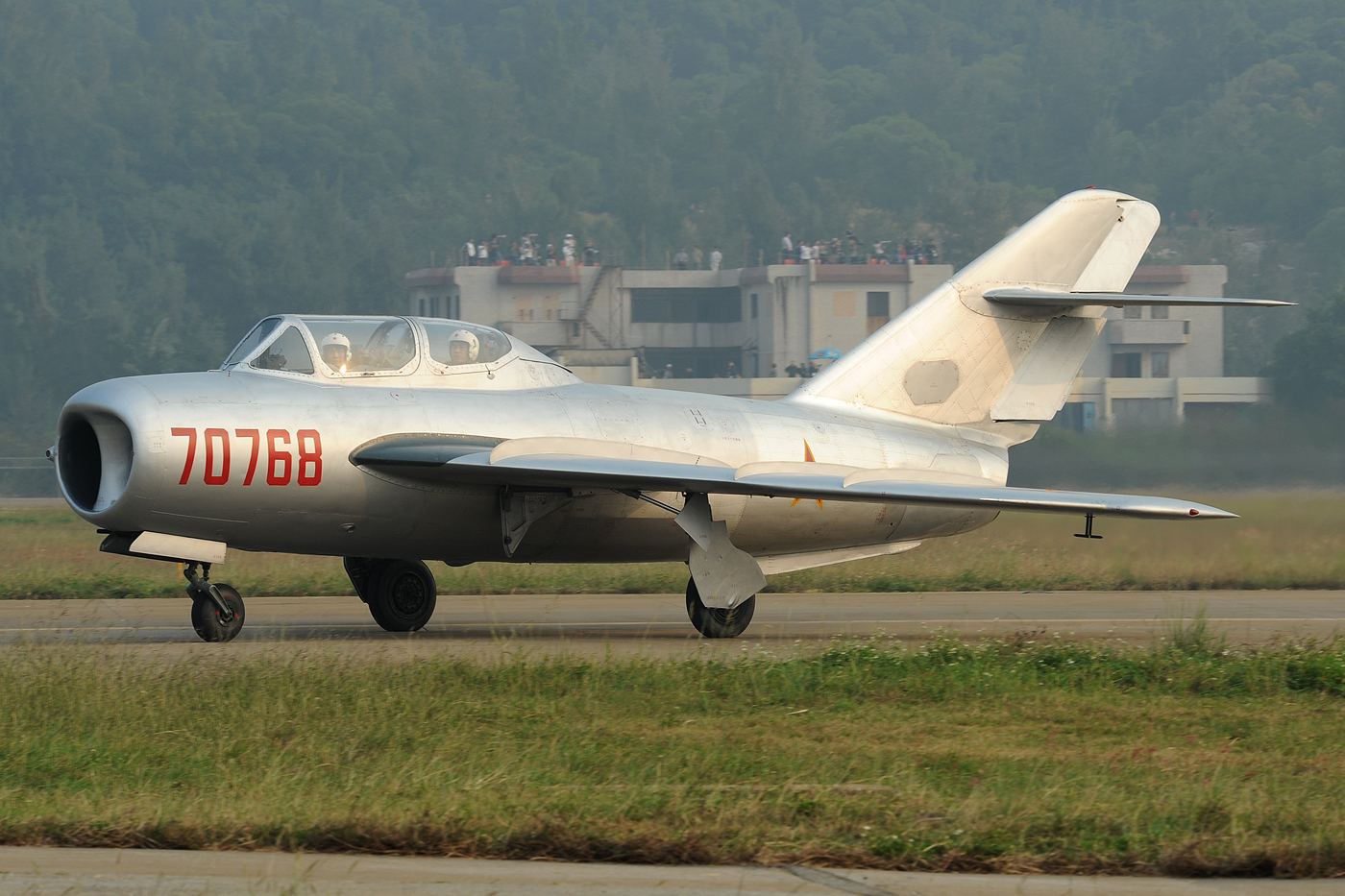
Een oude Shenyang J-5 in 2010.

### Het begin met Sovjetsteun
De eerste luchteenheid van het Volksbevrijdingsleger werd in de zomer van 1949 opgericht met veertig op de nationalisten buitgemaakte toestellen. De volksluchtmacht werd opgericht met steun van de Sovjet-Unie. In November 1949 werd de Chinese Luchtmacht een onderdeel van de 14e legergroep van het Volksbevrijdingsleger en stond onder bevel van Liu Yalou. Vanaf dat moment was de PLAAF een officieel onderdeel van het leger.
Doordat China betrokken raakte bij de Koreaanse Oorlog, groeide de luchtmacht snel. Er ontstonden twee brigades, die al snel werden omgevormd tot divisies. In de jaren 50 groeide PLAAF enorm en bestond uit 28 divisies, met 70 regimenten en had een vloot van 3000 vliegtuigen. De eerste jaren werd er voornamelijk gevlogen met de Mikojan-Goerevitsj MiG-15, die door de Sovjet-Unie werd geleverd. De Sovjets hielpen ook met het opzetten van een eigen vliegtuigindustrie. In 1953 werd als eerste de Shenyang Aircraft Corporation opgericht die MiG-15-opleidingstoestellen bouwde. Aldus begon een lange geschiedenis van al dan niet geliceneerde afgeleiden van Sovjet militaire vliegtuigen.

### Verder zonder de Sovjets
In 1961 kwam het echter tot een politieke breuk tussen China en de Sovjet-Unie, waardoor ook een einde kwam aan de Sovjethulp. Terzelfder tijd lag de nadruk ook op raketten en kernwapens en kwamen de Chinese vliegtuigbouwers in een dip terecht. Dat duurde niet lang; in 1964 begon de ontwikkeling van 's lands eerste eigen gevechtsvliegtuig, de Shenyang J-8-onderscheppingsjager.

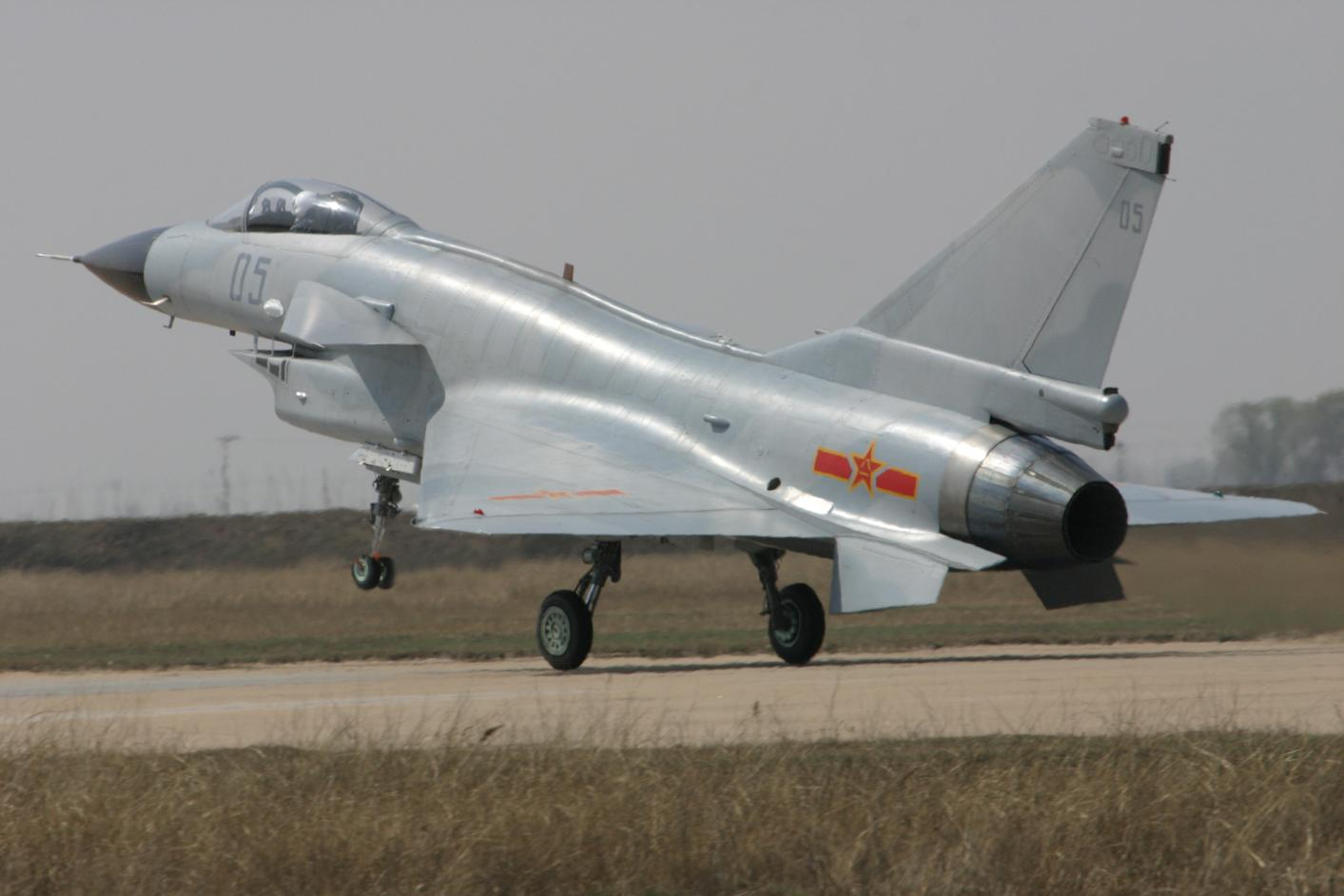
De moderne Chengdu J-10.

### Modernisering met westerse steun
In 1985 begon een grootschalige reorganisatie van de luchtmacht. Piloten kregen een betere en kortere opleiding. Doch had China een enorme technologische achterstand tegenover het westen en de Sovjet-Unie. In de periode vormde China een tegengewicht voor de Sovjet-Unie en kon alzo aan westerse technologie komen. Zo voorzag men de F-7 (MiG-21) van westerse avionica, werden tankvliegtuigen gebouwd en werden nieuwe raketten ontwikkeld.

### Terug naar de Russen
Na het gebruikte geweld bij het Tiananmenprotest en het uiteenvallen van de Sovjet-Unie plooide het land terug op Rusland in die mate dat Ruslands' luchtvaartindustrie zich dankzij de Chinezen kon handhaven in die turbulente jaren. Men ging verder moderniseren en kocht de nieuwste Russische gevechtsvliegtuigen. Tegelijkertijd werden ook duizenden sterk verouderde toestellen uit dienst gehaald, waardoor de inventaris sterk naar beneden ging. 

### Op eigen kracht
China's economische macht maakte mogelijk dat het land zelf moderne militaire vliegtuigen ging ontwikkelen, zoals de Chengdu J-20 die tegenover de Amerikaanse Lockheed Martin F-22 Raptor zal worden gesteld en de Amerikanen dwong om hun Boeing E-3 AWACS te vervangen door de Boeing E-7 Wedgetail en de Chengdu J-36 en de Shenyang J-50 tegenhangers van de Amerikaanse Boeing F-47 en F/A-XX.

## Organisatie
De Chinese luchtmacht bezit meer dan 150 bases verdeeld over zeven militaire regio's:
- Chengdu
- Guangzhou
- Jinan
- Lanzhou

- Nanking
- Peking
- Shenyang

## Inventaris

### Vliegtuigen

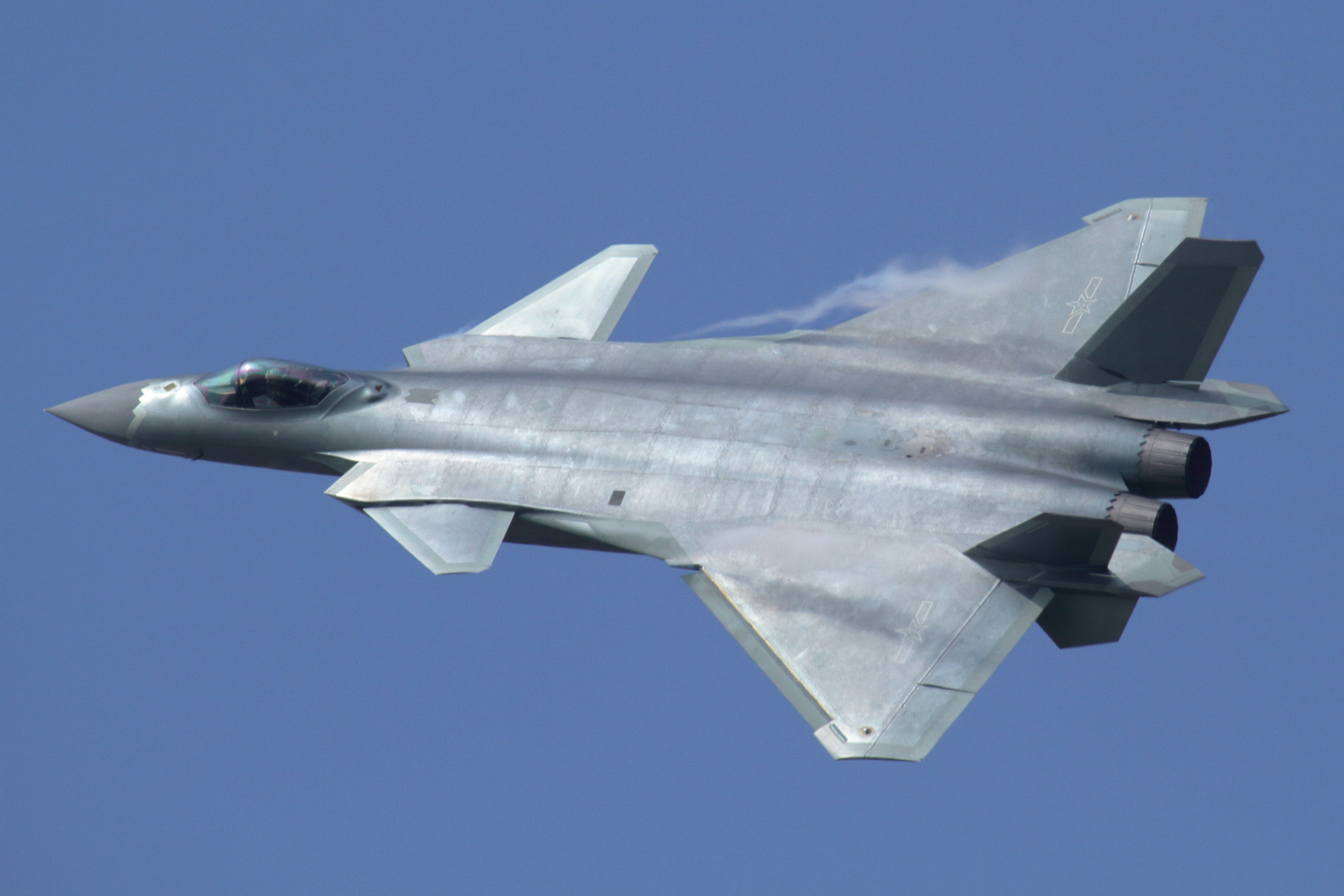
Chengdu J-20 in 2016

#### Gevecht
- Soechoj Soe-27
- Soechoj Soe-30MKK
- Nanchang Q-5 (aanval)
- Xian JH-7 (gevechts-bommenwerper)
- Shenyang J-6
- Shenyang J-8 (onderscheppingsjager)
- Shenyang J-11
- Shenyang J-15
- Shenyang J-31
- Shenyang J-50 (6e generatie, kan opstijgen van en landen op een vliegdekschip.
- Chengdu J-7 (onderscheppingsjager)
- Chengdu J-10
- Chengdu J-20 (5e generatie), met stealth
- Chengdu J-36 (6e generatie)

#### Opleiding

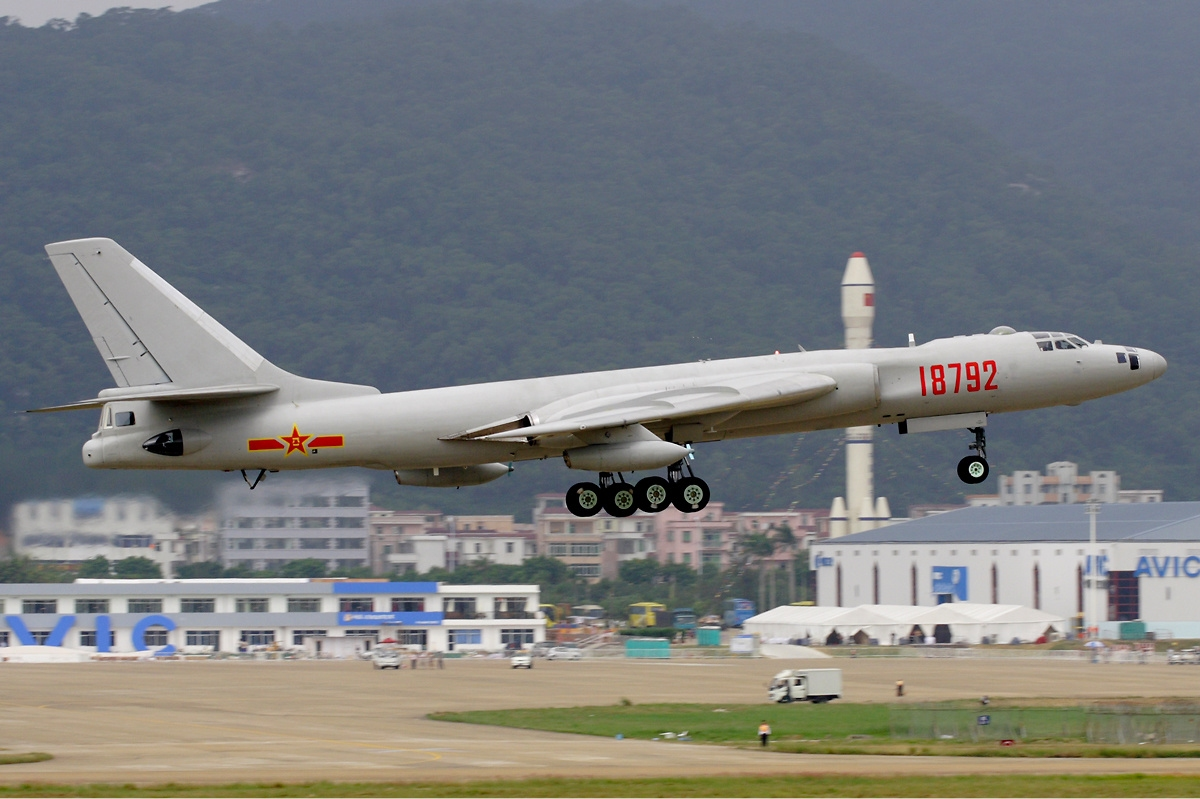
Xian HY-6

- Hongdu JL-8
- Guizhou JL-9
- Hongdu L-15
- Hongdu Yakovlev CJ-7

#### Transport, radar, verkenning of bommenwerper
- Iljoesjin Il-76 (verkenning en transport)
- Iljoesjin Il-78 (tankvliegtuig)
- Shijazhuang Y-5 (klein transport)
- Xian Y-7 (klein transport)
- Shaanxi Y-8 (verkenning, rader en transport)
- Shaanxi Y-9 (transport)
- Harbin Y-11 (klein transport)
- Harbin Y-12 (klein transport)
- Tupolev Tu-154 (passagier en verkenning)
- Xian H-6 (bommenwerper en tankvliegtuig)
- Xian MA60 (medium transport)
- Antonov An-26 (medium transport)
- Bombardier Challenger 600 (VIP)

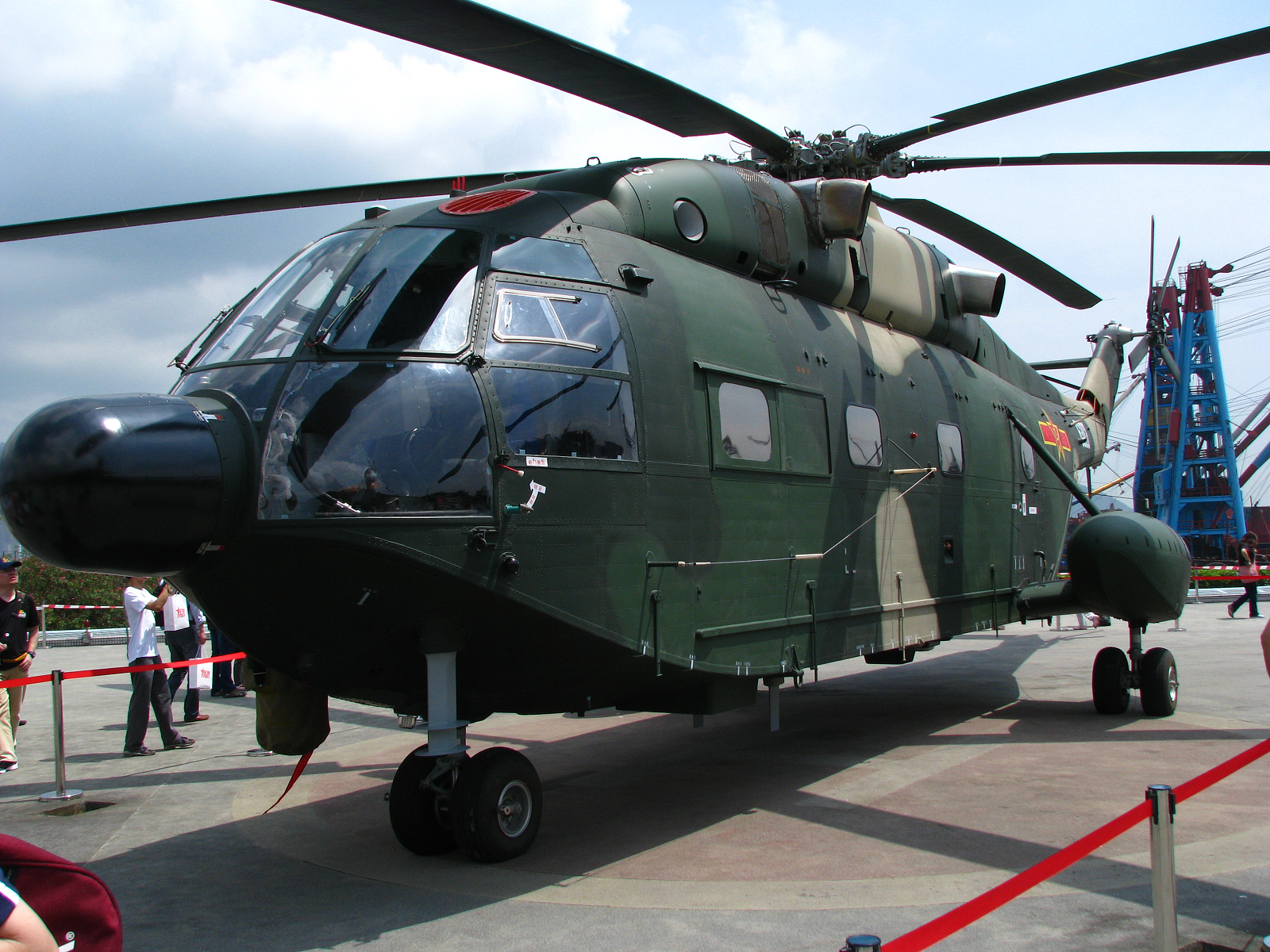
Changhe Z-8

### Helikopters

#### Gevecht
- CAIC WZ-10
- Harbin Z-9
- Harbin Z-19 (gebaseerd op de Z-9)
- Changhe Z-11

#### Transport
- Mil Mi-8 en Mi-17
- Changhe Z-8
- Eurocopter Cougar
- Aérospatiale Gazelle
- Sikorsky S-70